# Bulbul ventregroc
El bulbul ventregroc (Phyllastrephus poliocephalus) és una espècie d'ocell de la família dels picnonòtids (Pycnonotidae). Es troba a Camerun i Nigèria. Els seus hàbitats principals són els boscos tropicals i subtropicals de frondoses humits de les terres baixes i de l'estatge montà. El seu estat de conservació es considera de risc mínim.